# Victor Borie
Pour les articles homonymes, voir Borie (homonymie).
Victor Borie, né le 11 septembre 1818 à Tulle et mort le 6 juillet 1880 à Paris 6e, est un journaliste français.

## Biographie
Né à Tulle le 11 septembre 1818, Alexis-Pierre-Victor-Louis-André Borie est le fils de Jeanne-Alexandrine-Victoire Reignac et de Léonard-André Borie. Le chirurgien Léonard Borie (1784-1845) est son oncle paternel.
Tout d'abord vérificateur des poids et mesures, Victor Borie se lance bientôt dans le journalisme et collabore à l’Album de la Corrèze et à L'Indicateur corrézien. À partir de 1844, il est l'un des plus proches collaborateurs de George Sand, dont il devient l'amant après la rupture de la femme de lettres avec le compositeur Chopin. Borie est également le rédacteur en chef de L’Éclaireur de l'Indre, journal républicain fondé par la dame de Nohant, puis du Journal du Loiret. En 1848, il fonde avec Sand La Cause du peuple puis, l'année suivante, Le Travailleur de l'Indre.
À la fin de l'année 1849, ce dernier titre lui attire un procès et une condamnation à un an de prison et 2 000 francs d'amende. Exilé pendant trois ans en Belgique, il retourne ensuite en France pour purger sa peine avant de reprendre ses activités journalistiques à Paris en 1853.
Victor Borie se spécialise alors dans l'économie politique et, surtout, dans les questions agricoles. Secrétaire de la rédaction du Journal d'agriculture pratique de Bixio, il entre en 1855 à La Presse, puis, à partir de 1857, il collabore au Siècle, avant de devenir le rédacteur en chef de L’Écho agricole. Ses nombreux articles et ouvrages sur l'agriculture lui valent d'être décoré de la Légion d'honneur en 1863 et d'être admis à la Société centrale d'agriculture de France en 1866.
Le 24 septembre 1861, Victor Borie a épousé Marguerite-Hermine-Henriette-Aimée Rouvenat, fille de Charles de La Rounat, directeur du Théâtre de l'Odéon.
Le 18 novembre 1866, il est nommé secrétaire-général du Comptoir national d'escompte sur la proposition de son prédécesseur à ce poste, Edmond Adam. Borie dirige même durant quelques mois cet établissement bancaire, entre la mort d'Alphonse Pinard, survenue en octobre 1871, et le mois de juin 1872. Il devient ensuite administrateur délégué de la Nouvelle société financière et s'associe à différentes affaires commerciales.
Nommé maire du 6e arrondissement de Paris le 28 février 1879, il occupe ce poste à peine plus d'un an. Il meurt en effet des suites d'une méningite le 6 juillet de l'année suivante en son domicile du no 9 du quai Malaquais. Le surlendemain, après une allocution prononcée par le pasteur Auguste Dide, l'enterrement a lieu au cimetière du Montparnasse (2e division).

## Liens